# Palazzo del Trocadéro
Il Palazzo del Trocadéro era un edificio in stile eclettico d'ispirazione araba e bizantina che si trovava nel XVI arrondissement di Parigi. 
Progettato dagli architetti Gabriel Davioud e Jules Bourdais  per l'Esposizione universale di 1878 ha ospitato, fino alla sua demolizione, il Musée national des Monuments Français e il primo museo parigino dell'etnografia fondato da Ernest Hamy, precursore dell'attuale Musée de l'Homme.
Il palazzo venne demolito per costruire il Palazzo Chaillot in occasione dell'Esposizione universale del 1937.